# Стаффолани, Рамон Артемио
Рамон Артемио Стаффолани (исп. Ramón Artemio Staffolani; 17 августа 1930 год, Аргентина — 8 марта 2006 год) — католический прелат, епископ Вилья-де-ла-Консепсьон-дель-Рио-Куарто с 22 апреля 1992 года по 21 февраля 2006 года.

## Биография
18 сентября 1954 года был рукоположён в священники. 18 июля 1990 года Римский папа Иоанн Павел II назначил его вспомогательным епископом Рио-Куарто. 16 сентября 1990 года состоялось его рукоположение в епископы, которое совершил епископ Рио-Куарто Адольфо Роке Эстебан Арана в сослужении с архиепиcкопом Сальты Моисесом Хулио Бланшу и титулярным епископом Пументума Хосе Марией Арансибией.
22 апреля 1992 года Римский папа Иоанн Павел II назначил его епископом Рио-Куарто. В 1995 году епархия Рио-Куарто была переименована в епархию Вилья-де-ла-Консепсьон-дель-Рио-Куарто и Рамон Артемио Стаффолани стал носить титул «епископ Вилья-де-ла-Консепсьон-дель-Рио-Куарто».
21 февраля 2006 года подал в отставку. Скончался 8 марта 2006 года.